# Toni Businger
Toni Businger (* 6. Juni 1934 in Wettingen, Schweiz; † 15. Februar 2019 in Baden AG, heimatberechtigt in Wettingen, Stans und Regensberg) war ein freischaffender, autodidaktischer Bühnen- und Kostümbildner. 

## Leben und Wirken
Toni Businger war zusammen mit zwei Brüdern in Wettingen im elterlichen Chalet aufgewachsen. Primar- und Bezirksschule absolvierte er in Wettingen, um dann in Stans am Kapuziner Kollegium St. Fidelis 1954 mit Matura A (Latein und Griechisch) abzuschliessen. Er begann ein Literaturstudium an der Universität Zürich, wobei sein Interesse abenso der Kunst- und Theatergeschichte galt, doch nach 3 Monaten brach er das Studium ab. 
Während eines mehrmonatigen Aufenthalts in der Provence entschloss er sich spontan, an einem Plakatwettbewerb (für Antibes und das Seebad Juan-les-Pins) teilzunehmen, den er gewann. Zurück in Zürich begegnete er Teo Otto, den der Umgang Busingers als Maler mit Licht und Schatten beeindruckte, und wurde 1956–1958 dessen Assistent: ein Lehrmeister, der seinerseits in der Schweiz sowohl mit Uraufführungen von Max Frisch und Friedrich Dürrenmatt als auch mit Mutter Courage für Bertolt Brecht und Faust für Gustaf Gründgens am Schauspielhaus Zürich Theatergeschichte schrieb.
Feste Engagements als Bühnenbildner folgten 1957 bis 1960 am Schauspielhaus Zürich, 1960 bis 1962 an den Städtischen Bühnen von Freiburg im Breisgau, wo er 16 Opern und 16 Schauspiele ausstattete. Seither arbeitete er freischaffend, unter anderem für das Opernhaus Zürich und wiederum das Schauspielhaus Zürich, das Stadttheater Bern, das Grand Théâtre de Genève, 1972–1981 für die Bregenzer Festspiele (Aufsehen erregende Bühnenarchitekturen), ferner in Brüssel, Berlin, Dresden, Leipzig, Hamburg, München, Wien, Paris, Amsterdam, Lissabon, Barcelona und Madrid, sowie bereits seit 1966 auch in den USA und in Kanada.
Sein Durchbruch zu internationalem Renommée erfolgte mit der Ausstattung von Mozarts Zauberflöte in der San Francisco Opera 1967. Im Lauf seines künstlerischen Schaffens wirkte er an rund 80 Opern- und Schauspielhäusern. Von insgesamt über 300 «seiner» Premieren fanden rund 100 in der Schweiz statt. Businger gestaltete auch Signete, Vereinsfahnen sowie Dorftheaterkulissen in seiner engeren Heimat. 
2005 wurde ihm das Ehrenbürgerrecht der Gemeinde Wettingen verliehen.

## Werk
- 1957 erstes Bühnenbild, zu Und Pippa tanzt! von Gerhart Hauptmann
- über 350 Bühnen- und Kostümausstattungen in allen Theatergattungen[5]
- Buchgestaltungen Spanischbrötlibahn[6] und Dessert Créationen[7]
- Kalendergestaltung Lok Art 1998

## Auszeichnungen
- 1980: Innerschweizer Kulturpreis, «begründet mit dem Hinweis, dass sich seine Schöpfungen durch höchste bildnerische Fantasie, Vielseitigkeit und künstlerische Sicherheit auszeichnen».[8]
- 1989: Johann Melchior–Wyrsch-Preis der Schindler Kulturstiftung[9]